# Байдаков, Василий Арсеньевич
Василий Арсеньевич Байдаков (1915—1980) — свинарь колхоза имени XXII съезда КПСС Калининского района Калининской области, Герой Социалистического Труда (22.03.1966).
Родился в 1915 году.
Работал свинарём на Греблевской свиноферме колхоза имени XXII съезда КПСС Калининского района Калининской области.
Новатор производства. Применив метод крупногруппового содержания свиноматок (по 6-8 голов в клетке), добился повышения производительности труда в 3 раза (вместо 25 свиноматок обслуживал более 70).
Полностью механизировал подготовку кормов к скармливанию. Успешно применял туровые опоросы. В 1963 году от 74 свиноматок получил 1230 поросят и вырастил их к отъёму средним весом по 14-15 кг общим весом более 18 тонн. Себестоимость отъёмного поросёнка снизилась на 15 рублей.
Начиная с 1964 года, обслуживал 80 свиноматок.
Герой Социалистического Труда (22.03.1966).
Умер в июле 1980 года.